# Système antivol de neutralisation des billets de banque
Le Système Antivol de Neutralisation des Billets de Banque (SANBB), en Anglais Intelligent Banknote Neutralisation System (IBNS), est un dispositif de sécurité qui protège les objets de valeur et les valeurs fiduciaires reconstituables contre les accès non autorisés à leur contenu en les rendant inutilisables en marquant l’argent liquide comme volé au moyen d’un agent de dégradation lorsqu’une tentative d’attaque contre le système est détectée.
Les billets de banque bien neutralisés ne peuvent pas être remis en circulation facilement. Ils peuvent être liés à la scène du crime et des procédures restreintes sont mises en place pour les échanger dans une Institution financière (Banque Centrale, Banque Commerciale, agence Postale). Cela rend le vol de billets neutralisés non rentable et peu pratique. Le SANBB fait disparaître la récompense attendue du crime et augmente le risque de se faire prendre. Ceci contrecarre non seulement le vol, mais agit aussi comme un moyen de dissuasion contre de nouvelles attaques. Aujourd’hui, l’agent de dégradation de l’argent liquide le plus courant est l’encre, mais d’autres agents sont également disponibles.

## Histoire
En Europe, la conception de systèmes intelligents (SANBB) destinés à protéger les objets de valeur et les valeurs fiduciaires reconstituables a commencé en 1980. L’objectif global était de créer un système sûr pour fournir une sécurité supplémentaire au transport de fonds. Le tout premier prototype de SANBB utilisant de l’encre comme agent de neutralisation a été inventé en France (Dijon) par la société française Axytrans (appartenant au groupe AXYTEL) en 1983 qui a changé de nom pour devenir Oberthur Cash Protection en 2007. Le système utilisait de l’encre comme agent de dégradation de l’argent liquide.
En 1990, le tout premier SANBB industrialisé utilisant de l’encre de sécurité comme agent de neutralisation et reconnu pour être utilisé dans des véhicules non blindés a été introduit sur le marché belge par la société française Axytrans.
En 1991, la France a modifié sa réglementation pour permettre l’utilisation des SANBB dans des véhicules non blindés. La société française de transport de fonds VALTIS a été la première à mettre en place un tel système pour desservir trois banques régionales.
En 2002, la Banque de France a mis en place une procédure pour traiter et échanger les billets neutralisés pour les professionnels du transport de fonds.[réf. nécessaire]
En 2003, la Banque Centrale Européenne a pris une décision qui définissait le processus et le coût de l’échange des billets en euros neutralisés dans toutes les banques centrales nationales en Europe.
En 2005, la Banque de France a mis en œuvre une procédure spéciale concernant le traitement des billets tachés déposés par des personnes privées.[réf. nécessaire]
En 2007, la Suède a mis en place une réglementation nationale rendant obligatoire l’utilisation des SANBB par les transporteurs de fonds. La même année, le gouvernement belge a également mis en place une réglementation nationale imposant l’utilisation des SANBB pour le transport de fonds.
En 2010, la Commission Européenne a finalisé un règlement européen visant à harmoniser le transport transfrontalier de l’argent liquide par la route. L’utilisation de véhicules non blindés combinée à l’utilisation de SANBB est l’une des deux méthodes de transport reconnues.

## Concept
Le concept de système intelligent de neutralisation des billets (SANBB) est basé sur l’idée que les criminels cherchent à maximiser leur récompense, tout en minimisant le coût potentiel de la criminalité. Les systèmes intelligents de neutralisation des billets font disparaître la récompense attendue du crime et augmentent le risque de se faire prendre.
La récompense du crime est réduite en enlevant la valeur de l’argent en le marquant de façon permanente comme volé avec une encre de sécurité indélébile.
Le risque de se faire prendre est augmenté par des traceurs et des marqueurs ajoutés à l’encre fournissant des preuves scientifiques établissant un lien entre le criminel et la scène du crime.
Un SANBB met l’accent sur la technologie, les équipements pour protéger les personnes, les objets de valeur et les valeurs fiduciaires reconstituables et éviter d’utiliser des armes et des véhicules blindés.

## Législation et réglementation
L’utilisation des SANBB est généralement réglementée par la présence ou l’absence d’un cadre juridique (legislation et d’un contrôle par homologation) ainsi que des conditions légales s’appliquant au secteur de la sécurité privée.
Les pays suivants permettent la neutralisation des billets nationaux par la Banque Centrale Nationale :
- Permettent l’utilisation des SANBB sans réglementation juridique ou professionnelle ou autre restriction : Lettonie, Lituanie, Estonie, Bosnie, Slovénie.
- La réglementation juridique permet d’utiliser les SANBB en citant la réglementation : Italie, Pays-Bas, Norvège, Danemark, Finlande.
- La réglementation juridique permet d’utiliser les SANBB avec un accord technique : France, Suède, Belgique, Allemagne, Irlande, Luxembourg, Hongrie.
- La réglementation juridique interdit d’utiliser sans restriction les SANBB : Pologne, Roumanie, Espagne.

Les pays suivants interdisent la neutralisation des billets nationaux par voie de réglementation juridique ou de réglementation interne par la Banque Centrale Nationale : Indonésie, Philippines, Thaïlande, Égypte entre autres.

## Marché
Il y a sept grands acteurs mondiaux sur ce marché : Cennox, Feerica, Spinnaker, Diebold Nixdorf, Villiger, Gerher, et Oberthur Cash Protection ; ces sociétés exportent des SANBB dans de nombreux pays dans le monde entier.
Les six grands acteurs mondiaux sont membres d’EURICPA - Association européenne de la protection intelligente de l’argent liquide. EURICPA se concentre sur la promotion de la technologie de l’altération de l’aspect par l’encre comme la solution la plus sûre pour le transport de fonds.
Les trois acteurs les plus importants sur le marché des SANBB sont Cennox (nombre de SANBB le plus élevé pour protéger les distributeurs automatiques de billets de banque), Oberthur Cash Protection (nombre total de systèmes le plus élevé, chiffre d’affaires le plus élevé) et Feerica (grand nombre de systèmes installés).
Il y a de nombreuses entreprises plus petites fabriquant des SANBB pour les marchés locaux.

## Oberthur Cash Protection
Oberthur Cash Protection est le fabricant français de SANBB basé à Dijon, France. Fondée en 1985, la société détient l’un des premiers brevets sur les SANBB pour protéger les valeurs fiduciaires reconstituables en les neutralisant avec de l’encre indélébile et, depuis 2011, elle est le plus important fabricant de SANBB dans le monde, avec plus de 60 000 systèmes installés.
Oberthur Cash Protection (alors Axytrans, qui faisait partie du groupe Axytel - société spécialisée dans la conception et la fabrication de cartes de crédit et de chèques) a inventé le tout premier SANBB pour protéger le transport de fonds, en utilisant de l’encre comme agent de neutralisation. L’invention a été réalisée en collaboration avec l’un des clients d’Axytrans, la société française de transport de VALTIS, qui cherchait une manière alternative de protéger les valeurs fiduciaires reconstituables au cours du transport de fonds. Ce conteneur SANBB - ATV (Axytrans Transport de Valeurs) - a été conçu pour fournir aux entreprises de transport de fonds un autre moyen de transport des valeurs fiduciaires reconstituables. Il a tout d’abord été utilisé en 1990 par la Poste belge pour ses opérations de transport de fonds vers ses bureaux de Poste. En septembre 1991, la législation française a été modifiée pour permettre l’utilisation des SANBB à titre expérimental et dès la publication de l’arrêté autorisant l’utilisation des SANBB conçus et commercialisés par Axytrans, la société de transport de fonds française VALTIS a commencé à l’utiliser pour desservir trois banques régionales.
En 1990, la Poste Belge s’est officiellement adressée à Oberthur Cash Protection à travers le ministère de l’Intérieur belge pour la mise en place des SANBB dans le transport de fonds en véhicules non blindés. En 2007, Oberthur Cash Protection, sous le nom d’Axytrans, a fait l’acquisition de Fluiditi, qui faisait partie du groupe NCR, Axytrans change de nom pour devenir Oberthur Cash Protection.
Les systèmes de sécurité qui protègent les objets de valeur et les valeurs fiduciaires reconstituables. en les marquant comme volés avec une encre de sécurité indélébile lors du transport de fonds, à l’intérieur des distributeurs de vente au détail, et des DAB (distributeurs automatiques de billets).
Ces systèmes sont souvent dits « intelligents » parce qu’ils sont auto-surveillés et agissent en toute indépendance en fonction d’un certain nombre de critères et de modes pré-programmés,,,.
Oberthur Cash Protection est connu pour collaborer avec les Polices Nationales, Vigie Billet et Banknote Watch, banques centrales nationales, et avec la Commission européenne de normalisation pour communiquer et promouvoir la technologie de l’altération de l’aspect des billets de banque par l’encre, ainsi que pour faciliter la résolution des crimes impliquant un SANBB. Oberthur Cash Protection joue également un rôle en tant qu’expert judiciaire dans les enquêtes, arrestations et poursuites judiciaires conduites dans tous les pays où ses systèmes sont utilisés.
Oberthur Cash Protection est un membre fondateur d’EURICPA (Association européenne de la protection intelligente de l’argent liquide).
Oberthur Cash Protection a pour clients les principales entreprises de transport de fonds (G4S, Loomis, Brinks, Prosegur), banques (Travelex, HBOS, Crédit agricole, BNP Paribas, Crédit du Nord, BPCE, La Banque postale, Banque de France, Barclays, Royal Bank of Canada, CIBC, Swedbank, Raiffeisen Zentralbank, et d'autres), et fabricants de distributeurs automatiques de billets de banque (NCR, Wincor Nixdorf, Diebold).